# HD112197
HD112197 — хімічно пекулярна зоря спектрального класу A1, що має видиму зоряну величину в смузі V приблизно  9,0.
Вона  розташована на відстані близько 760,3 світлових років від Сонця.